# Битка при Шегешвар
Битката при Шегешвар (днешна Сигишоара) от 31 юли 1849 година е сражение от Унгарската война за независимост срещу Австрийската империя. В него унгарските въстаници, предвождани от генерал Юзеф Бем, търпят поражение от руските войски, нахлули в Трансилвания в помощ на австрийския император Франц Йосиф. Успехът помага на руския командир Александър Лидерс да усмири областта няколко седмици по-късно.
В битката при Шегешвар загиват над хиляда унгарски патриоти, сред тях и поетът–революционер Шандор Петьофи.

## Предистория
Руските войски настъпват в Трансилвания през втората половина на юни 1849 година. Към този момент, в резултат от победите на Бем от предходната зима, унгарското правителство владее цялата област, с изключение на обсадената крепост Карлсбург и близките планини, контролирани от влашки чети. Основната изходна база за руското настъпление е Влахия, окупирана при неуспешния опит за революция в предходната година. Преодолявайки карпатските проходи, на 20 (8) юни Лидерс завзема Кронщат (днешен Брашов). Месец по-късно е превзет и Херманщат (Сибиу), с което руските войски и поддържащите ги австрийски подразделения получават възможност да се разгърнат в Южна Трансилвания.
В това време унгарският главнокомандващ генерал Бем действа в северния край на областта срещу руски отряд, проникнал от Буковина. След безуспешен сблъсък край Бистрица на 10 юли и също така безуспешна диверсия в Молдова, той е принуден да се обърне на юг, за да се противопостави на Лидерс.

## Битката
В средата на юли три колони руски и австрийски войски настъпват от Херманщат, Фогараш и Кронщат на север към Марошвашархей и Чиксереда. Събрал около 2400 (според руски източници до 7000) бойци, Бем се впуска срещу напредващата от Херманщат 12–хилядна колона, предвождана лично от Лидерс. Целта му е да я разбие и, захождайки в тил на другите две колони, да ги принуди да спрат настъплението си.
Срещата между войските на Бем и Лидерс става в района на Шегешвар на 31 (19) юли. Унгарците сварват руския отряд в походен ред, при което по-голямата му част се е откъснала на запад, по пътя за Марошвашархей. Въпреки това руснаците удържат нападението. След известни колебания докато оцени силите и намеренията на неприятеля, Лидерс събира войските си в едно и ги хвърля в контраатака. Битката е решена от руската артилерия, която неутрализира унгарската и позволява на казашката кавалерия да обходи и обърне в бягство малобройното опълчение на Бем. При преследването унгарците дават около 2000 убити и пленени (по други източници – двойно повече).
Битката при Шегешвар не решава изхода на кампанията в Трансилвания. Спасил се от разгрома, Бем бързо събира войски и атакува руснаците при Херманщат.